# Rachid Amrane
Pour les articles homonymes, voir Amrane.
Rachid Amrane est un footballeur international algérien né le 15 mars 1974 à Mostaganem. Il évoluait au poste d'attaquant.

## Biographie
Rachid Amrane évolue en Algérie, au Qatar et aux Émirats arabes unis.
Il compte une sélection en équipe d'Algérie lors de l'année 1997.

## Palmarès
CS Constantine
- Ligue 1 (1)
  - Champion : 1997.

 MC Oran
- Ligue 1
  - Vice-champion : 2000.

- Coupe d'Algérie
  - Finaliste : 1998.

- Coupe de la Ligue algérienne
  - Finaliste : 2000.

- Coupe arabe des vainqueurs de coupe (1)
  - Vainqueur : 1998.

- Supercoupe arabe (1)
  - Vainqueur : 1999.

- Ligue des champions arabes
  - Finaliste : 2001.

 Al-Gharafa SC
- Qatar Stars League (1)
  - Champion : 2002.

- Coupe du Qatar (1)
  - Vainqueur : 2002.

- Coupe Crown Prince de Qatar
  - Finaliste : 2002.

 Qadsia SC
- VIVA Premier League (1)
  - Champion : 2003.

- Coupe du Koweït (1)
  - Vainqueur : 2003.

 ASM Oran
- Ligue 2
  - 3e : 2006.

 ES Mostaganem
- DNA (D3) (1)
  - Champion Gr. Ouest : 1993.

### Distinctions personnelles
- Soulier d'or de la coupe arabe des vainqueurs de coupe en 1997.
- Meilleur buteur du championnat du Qatar lors de la saison 2001-2002 avec 16 buts.